# Goldman-Gleichung
Die Goldman-Gleichung oder auch Goldman-Hodgkin-Katz-Gleichung (kurz: GHK-Gleichung) nach David Eliot Goldman (1910–1998), Alan Lloyd Hodgkin und Bernard Katz ist eine Möglichkeit für die Berechnung des Membranpotentials unter Berücksichtigung mehrerer permeierender Ionen.

## Erklärung
Sie erlaubt die Berechnung eines Membranpotentials für eine Membran, die für verschiedene Ionen, wie zum Beispiel Natrium-, Kalium- und Chlorid-Ionen durchlässig ist, und kann als Verallgemeinerung der Nernst-Gleichung interpretiert werden, die oft als erste Annäherung für die Beschreibung der Gleichgewichts-Potentialdifferenz (Ruhemembranpotential) über einer Zellmembran verwendet wird.
Im Gegensatz zur Nernst-Gleichung liegt der Goldman-Gleichung kein Gleichgewichtszustand zugrunde, sondern das Prinzip eines stationären Zustands. Das bedeutet hier, dass die Summe aller Ionenströme gleich Null sein muss (während zum Beispiel ein Kalium-Strom auf die extrazelluläre Seite existieren kann). Weitere Annahmen der Goldman-Gleichung sind die Unabhängigkeit der Ionen voneinander, und ein linearer Abfall des Potentials über die Membrandicke – wegen des daraus resultierenden konstanten Feldes spricht man oft auch von einer „constant field equation“. Insbesondere wird nicht darauf Rücksicht genommen, dass bei Ruhemembranpotentialen die Ströme nicht über die ganze Membran gehen, sondern über einzelne Kanäle (die Gleichung wurde aufgestellt – 1943 durch Goldman und 1949 durch Hodgkin und Katz –, bevor Ionenkanäle bekannt waren).
Die Ionenstromamplituden hängen in komplizierter Weise von der Membranspannung und der Ionenkonzentration ab und sind daher nur annäherungsweise zu berechnen. In der Goldman-Gleichung wird der Ionenstrom als Funktion der Ionenkonzentration und eines Koeffizienten, der sogenannten Permeabilität P angenähert. Die Permeabilität leitet sich vom Fickschen Diffusionsgesetz ab. Sie ist der Quotient aus der Diffusionskonstanten und der Membrandicke.
 Die SI-Einheit des Diffusionskoeffizienten ist daher {\displaystyle \mathrm {m^{2}/s} }.
Beachte, dass die Konzentrationsverhältnisse, von Innen und Außen für jedes Ion, über den ganzen Verlauf eines Aktionspotentials hinweg, praktisch konstant bei ihren Ruhepotential Verhältnissen bleiben. Auch wenn sich die Membranspannung um ca. 100 mV verändert, sind die dabei auftretenden Ströme für die Veränderung der Ionenkonzentrationen vernachlässigbar.

## Formel
Für ein Membranpotential vermittelt durch Kalium- ({\displaystyle {\text{K}}^{+}}), Chlorid- ({\displaystyle {\text{Cl}}^{-}}) und Natriumströme ({\displaystyle {\text{Na}}^{+}}) lautet die Goldman-Gleichung
{\displaystyle U_{\text{M}}={\frac {RT}{F}}\cdot \ln {\frac {P_{\text{Na}}\cdot [{\text{Na}}^{+}]_{a}+P_{\text{K}}\cdot [{\text{K}}^{+}]_{a}+P_{\text{Cl}}\cdot [{\text{Cl}}^{-}]_{i}}{P_{\text{Na}}\cdot [{\text{Na}}^{+}]_{i}+P_{\text{K}}\cdot [{\text{K}}^{+}]_{i}+P_{\text{Cl}}\cdot [{\text{Cl}}^{-}]_{a}}}},
wobei {\displaystyle R} die universelle Gaskonstante, {\displaystyle T} die absolute Temperatur (in Kelvin), {\displaystyle F} die Faraday-Konstante und {\displaystyle P} die Permeabilität (siehe Text) bezeichnet; {\displaystyle a} steht für außen, {\displaystyle i} für innen.

## Beispiel
Beispiel für das Ruhemembranpotential des Riesenaxons bei Tintenfischen:
|     | caußen   | cinnen   | Nernst-Potential |
| --- | -------- | -------- | ---------------- |
| Na+ | 460 mmol | 050 mmol | +56 mV           |
| K+  | 010 mmol | 410 mmol | −94 mV           |
| Cl− | 540 mmol | 060 mmol | −55 mV           |

ΔΨ = −56 mV